# 4774 Хобетсу
4774 Хобетсу (4774 Hobetsu) — астероїд головного поясу, відкритий 14 лютого 1991 року.
Тіссеранів параметр щодо Юпітера — 3,630.